# Luigi Donato Ventura
Luigi Donato Ventura (Trani, 23 aprile 1845 – San Francisco, 12 gennaio 1912) è stato uno scrittore italiano naturalizzato statunitense.

## Biografia
Luigi Donato nacque a Trani, dapprima emigrò in Francia e poi con cinquecento franchi partì per New York intorno al 1870.
Negli Stati Uniti d'America vi rimase fino alla fine dei suoi giorni. Grazie ai suoi anni trascorsi in Francia poté trovare lavoro come insegnante di lingue al Sauveur Summer College of Modern Languages di Burlington nel Vermont. La sua carriera di insegnante di lingue romanze, proseguì alla Boston University, alla Stanford University, nel Midwest e a San Francisco.
Inoltre fu redattore di numerosi quotidiani in lingua italiana e collaborò come inviato negli U.S.A della rivista Cuore e critica dell'amico repubblicano Arcangelo Ghisleri.
Fra il 1882 ed il 1885 scrisse la novella Peppino destinata in origine come testo di supporto per le sue lezioni. Il Peppino è scritta in italiano, francese ed inglese è la più antica testimonianza fino ad ora conosciuta dell'emigrazione italiana negli Stati Uniti. L'opera venne dapprima pubblicata nel 1885 a New York in francese e poi l'anno dopo a Boston in inglese, nella raccolta di racconti Misfits and Remantes scritta insieme al emigrante russo Shevitch. L'unica copia in italiano è un opuscolo di 32 pagine conservato nell'Italian American Collection dell'History Center alla San Francisco Public Library.
Ventura altri racconti in riviste ma anche critiche letterarie sugli autori italiani, in particolare su Edmondo De Amicis e Paolo Mantegazza. Conservò relazioni con l'Italia fu amico di Tommaso Salvini e dell'attrice Adelaide Ristori, che aiutò a trovare un editore per le sue memorie.
Nonostante questi successi la vita di Luigi Donato fu piena di ristrettezze economiche, si sposò in età avanzata ed ebbe una sola figlia, Lilian. Morì suicida sparandosi al cuore nella notte del 12 gennaio 1912 nella sua casa a San Francisco, a causa della depressione dovuta a problemi di famiglia.